# Walk with me! Do you know your walking routine?
Walk with me! Do you know your walking routine? (en català: «Camina amb mi! Coneixes la teva rutina de caminada?») és un videojoc de fitnes per a Nintendo DS publicat per Nintendo. Va ser llançat l'1 de novembre de 2008 al Japó i va arribar a Europa el 5 de juny de 2009. Inclou dos podòmetres, desenvolupats per Nintendo, mentre que el programari es va desenvolupar conjuntament amb Creatures i Engines.
Forma part de la sèrie Touch! Generations. És un dels únics cinc jocs per a Nintendo DS amb suport per als personatges Mii.

## Visió general
Walk with me! permet fins a quatre usuaris fer un seguiment de les seves activitats de caminar o córrer a través d'una sèrie de gràfics i estadístiques, així com establir objectius per ells mateixos. El joc compta amb dos podòmetres amb infrarojos que comuniquen al joc les dades de les caminades de l'usuari.
El joc fa servir els personatges Mii per fer un seguiment dels progressos de cada usuari. Els permet crear un Mii dins del joc o transferir-ne un existent sense fil des del canal Mii d'una consola Wii a la Nintendo DS. El joc ofereix també una sèrie de minijocs per desbloquejar, i els usuaris podien també carregar les seves dades en línia mitjançant la Nintendo Wi-Fi Connection per afegir-les a les classificacions setmanals i a un recompte de passos mundial estilitzat com una caminada pel Sistema Solar.

## Recepció
L'Official Nintendo Magazine va donar al joc una puntuació del 75%, assenyalant els beneficis per a la salut de l'exercici físic i que seguir les estadístiques era molt addictiu, però també la inutilitat intrínseca del joc.
El joc va vendre 26.000 còpies en la primera setmana del llançament al Japó.